# Xavier Léon
Xavier Léon (Boulogne-Billancourt, 21 maggio 1868 – Parigi, 21 ottobre 1935) è stato un filosofo e storico della filosofia francese.
Nel 1893 Léon – insieme a Élie Halévy e altri – ha contribuito a fondare il giornale francese Revue de métaphysique et de morale. Léon è stato redattore del giornale fino alla sua morte nel 1935, dove è stato sostituito da Dominique Parodi. Nel 1900 ha fondato il Congresso Internazionale di Filosofia, e nel 1901 la Société Française de Philosophie. Ha scritto è ampiamente su Johann Gottlieb Fichte. È stato sepolto nel cimitero di Père-Lachaise.

## Pubblicazioni
- La philosophie de Fichte, ses rapports avec la conscience contemporaine, Parigi: F. Alcan, 1902
- Fichte et son temps, Parigi: A Colin, 1922
- Établissement et prédication de la doctrine de la liberté : la vie de Fichte jusqu'au départ d'Jéna (1762-1799), 1922
- La lutte pour l'affranchissement national (1806 - 1813), 1924
- Fichte à Berlin (1799 - 1813) : la lutte pour l'affranchissement national (1806 - 1813), 1927